# ANDゲート
| 入力 | 入力 | 出力    |
| A    | B    | A AND B |
| L    | L    | L       |
| L    | H    | L       |
| H    | L    | L       |
| H    | H    | H       |

ANDゲート（アンドゲート）は論理積の論理ゲートである。

## 概要
右に挙げた真理値表に従った動作をする。出力がHighとなるのは、ANDゲートの両方の入力がHighの場合のみである。
ANDゲートの入力の一方のみがHighの場合やどちらもHighでない場合、出力はLowとなる。換言すれば、ANDゲートは2つの入力から最小値を求めるものである。逆にORゲートは最大値を求める。

### 3入力ANDゲート
入力端子が3つの3入力ANDゲート(英: Triple 3-Input AND gate)も存在する。

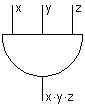
3入力ANDゲート

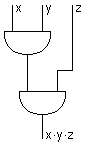
3入力ANDゲート

## 記号
ANDゲートを表す記号は3種類（ANSI、IEC、DIN）ある。
|               |          |          |
| MIL/ANSI 記号 | IEC 記号 | DIN 記号 |

ANDゲートの入力を A と B、出力を C とすると、{\displaystyle C=A\cdot B} という論理式を実装していることになる。

## 実装
|  |  |

上図はNMOSによる実装例である。a と b が入力、F が出力である。

### 代替技法

NANDゲートで構成したANDゲート

ANDゲートがない場合でも、NANDゲートやNORゲートからANDゲートを構成できる。NANDゲートとNORゲートは「汎用ゲート」であり、他のあらゆる種類の論理ゲートを構成できる。XORゲートでもANDゲートを構成できるが、そのような使い方をすることは滅多にない。